# 양산경찰서
양산경찰서(梁山警察署, Yangsan Police Station)는 경상남도경찰청이 관할하는 경찰서 중 하나이다. 경상남도 양산시 일대를 관할한다. 경상남도 양산시 물금읍 신주4길 8에 위치하고 있다.
서장은 총경으로 보한다.

## 기본 정보
- 주소: 경상남도 양산시 물금읍 신주4길 8
- 우편번호: 626-814

## 관할 지구대 · 파출소
양산경찰서는 1개의 지구대와 10개의 파출소를 산하에 두고 있다.
| 명칭       | 사진 | 주소                  | 관할구역            | 치안센터                  |
| ---------- | ---- | --------------------- | ------------------- | ------------------------- |
| 중앙파출소 |      | 북안남5길 11-16       | 중앙동 일부         |                           |
| 덕계파출소 |      | 덕계로 95             | 덕계동, 평산동      |                           |
| 서창파출소 |      | 삼호로 158            | 서창동              |                           |
| 소주파출소 |      | 대평들1길 9-17        | 소주동              |                           |
| 물금지구대 |      | 물금읍 가촌로 61      | 원동면, 물금읍 일부 | 강서치안센터 원동치안센터 |
| 삼성파출소 |      | 북정11길 4            | 삼성동              |                           |
| 동면파출소 |      | 동면 내송로 39        | 동면                |                           |
| 상북파출소 |      | 상북면 상북중앙로 394 | 상북면              |                           |
| 하북파출소 |      | 하북면 신평로 24      | 하북면              |                           |
| 양주파출소 |      | 양주로 34             | 양주동, 중앙동 일부 |                           |
| 증산파출소 |      | 물금읍 서들2길 45     | 물금읍 일부, 강서동 |                           |

## 같이 보기
- 경상남도지방경찰청
- 울산지방검찰청: 양산경찰서는 경상남도지방경찰청 소속이지만, 창원지방검찰청이 아닌 울산지방검찰청에서 관할하고 있다.